# Mesochra schmidti
Mesochra schmidti är en kräftdjursart som beskrevs av Mielke 1974. Mesochra schmidti ingår i släktet Mesochra och familjen Canthocamptidae. Inga underarter finns listade i Catalogue of Life.